# Фанфік
Фанфíк (від англ. Fan fiction — фанатська творчість) — аматорський твір за мотивами популярних оригінальних літературних творів, творів кіномистецтва (кінофільмів, телесеріалів, аніме та ін.), коміксів (зокрема — манґи), а також відеоігор тощо.
Зазвичай фанфіки створюють на безоплатних засадах фанати оригінальних творів. Проте існують і фанфіки, призначені для продажу, що часто позиціонуються як новелізації, наприклад, «Sp» (1967), заснований на телесеріалі «Зоряний шлях». До фанфіків відносяться додзінсі, в основі яких лежать інші твори.
Літературні фанфіки, як правило, публікують на спеціальних вебсайтах за встановленими правилами. Так вказуються автор або перекладач існуючого фанфіка, «бета-рідер», «гамма-рідер» — редактор або той, хто допомагав у написанні, назва, анотація, жанр, розмір, фендом — на авдиторію шанувальників якого твору розрахований, попередження, якщо твір містить шокуючі або призначені для дорослих матеріали, пейринг — тип любовної лінії, якщо вона є, і рейтинг, тобто вік читачів, на яких розрахований фанфік. Також автор може викладати свою роботу частинами, зазначаючи, що фанфік ще перебуває в процесі створення.

## Історія
Варіації усних і письмових художніх творів існували здавна, але найдавніші відомі належать до античності. Так, героїв Гомера давньогрецькі драматурги постійно описували на свій лад, переінакшуючи чи доповнюючи їхні пригоди. Наприклад, герой «Іліади» Ахілл фігурує у творах Софокла, трагедіях Есхіла, Евріпіда, Аристарха Тегейского, Іофонта, Астідаманта Молодшого, Діогена, Каркіна Молодшого, Клеофонта, Еварета і Лівія Андроніка. У міру розвитку художньої літератури творчість, заснована на відомих романах, виставах, тільки частішала. Яскравим прикладом є продовження «Дон Кіхота», ймовірно написане монахом Луїсом де Аліага, поки автор створював другу частину роману. Коли Артур Конан Дойл відмовився продовжувати серію про Шерлока Голмса, фанати почали створювати нові оповідання про цього детектива. Щоб не викликати претензій автора, творці цих творів відмовлялися від прав на персонажів. Звідси походить одне з головних правил публікації фанфіків — відмова від претензії на володіння правами на героїв і світ твору. Фанфіками можна вважати адаптації та подальші вільні продовження. Такою є серія «Чарівник Смарагдового міста», заснована на «Країні Оз».
Сплеск творення фанфіків відбувся в 1960-і, після виходу серіалу «Зоряний шлях». Саме тоді це явище оформилося в сучасному розумінні. Ще коли серіал знімали, фанати надсилали на кіностудію пропозиції власних сюжетів. Світ «Зоряного шляху» надав любителям наукової фантастики величезний простір для творчості. У кожної описаної там цивілізації були своя культура і історія, кожен герой володів винятковим характером і біографією. В цей час і виникло поняття «Fan fiction» на позначення твору, створеного шанувальниками-аматорами на основі іншого, популярного і переважно комерційного.
Наприкінці XX століття першість у популярності на створення фанфіків перейшла до книг про Гаррі Поттера. Багатство вигаданого Джоан Роулінг світу й персонажів сприяло появі численних фанатських продовжень, інтерпретацій. Наприклад, фанфік Єлеазара Юдковського «Гаррі Поттер і методи раціональності» описує як склалося б життя Гаррі Поттера та інших, якби він виріс в сім'ї науковця.

## Різновиди фанфіків

### За розміром
- Максі (Max) — великі фанфіки, чий розмір іноді перевищує середній роман. Приблизно від 70 машинописних сторінок.
- Міді (Midi) — фанфіки, співставні з оповіданням (від 20 до 70 сторінок).
- Міні (Min) — короткі фанфіки, замальовки (від однієї до 20 сторінок).
- Драббл (Drabble) — уривок, замальовка, яка містить опис персонажа чи однієї сцени, в рамках яких не відбувається суттєвого розвитку сюжету.
- Віньєтка (Vignette) — коротка історія з описом нетривалої події.
- Фіклет (Ficlet) — короткий одночастинний фанфік. В багатьох спільнотах його середній розмір оцінюється у 100 слів.

### За пейрингом
- Джен (від General audience) — не описуються і не згадуються любовні та сексуальні стосунки або вони не грають вирішальної ролі. Частіше трапляється в детективних або пригодницьких фанфіках.
- Гет (від «гетеросексуальний») — романтичні та/або сексуальні стосунки між різностатевими героями.
- Слеш — присутні романтичні і/або сексуальні стосунки між чоловічими персонажами.
- Рідер-інсерт (Reader-Insert)— присутні стосунки між читачем та персонажем [5]. Ці фанфіки мають формат пейрингу Читач X Персонаж або Ти X Персонаж. Такий тип фанфіків здобув найбільшу популярність у Японії, де він має назву новела мрій.
- Селф-шиппинг (Self-Shipping) — присутні стосунки між автором фанфіку та персонажем [6].
- Фем-слеш — присутні романтичні і/або сексуальні стосунки між жіночими персонажами.

### За зв'язком з оригіналом
- AU (Alternative Universe) — оповідання, де герої із світу канону (оригінального твору) потрапляють в інший, альтернативний, світ або обставини, ніяк з каноном не пов'язаними. Також це може бути інша розвилка канонічних подій, яка породжує альтернативний всесвіт.
- Не-AU — немає суперечностей з оригінальнім твором або вони мінімальні (у переліку жанрів в шапці фанфіка не позначається). Тобто, вважається, що такі події могли там відбутися.

Стосовно персонажів застосовується класифікація:
- OOC (Out Of Character) — «поза образом», тобто герой в даній ситуації поводить себе зовсім не так, як можна було очікувати з канонічного опису героя.
- У характері — характери такі ж, як в оригіналі або з незначними відмінностями (у переліку жанрів в шапці фанфіка не позначається).

### За рейтингом
- G (General) — призначені для будь-яких читачів.
- PG (Parental Guidance) — особам до 14 років рекомендується читати під наглядом батьків.
- PG-13 — особам до 14 років рекомендується читати під наглядом батьків.
- R (Restricted) — фанфіки, в яких присутні секс і насильство, нецензурна лексика.
- NC-17 (No Children) — не рекомендовано дітям. Міститься опис сексу та/або насильства.
- NC-21 — фанфік, в якому може бути високий рівень жорстокості, насилля, детального опису еротичних сцен чи чогось подібного.[7][8][9].

### За шкалою цитрусів
- Цитрус (Citrus) — присутні найбільш м'які романтичні взаємодій, такі як обійми або поцілунок у щоку.
- Орандж (Orange) — присутні такі романтичні взаємодії як поцілунки, обійми та інші дотики, які починають мати натяк на сексуальність.
- Лайм (Lime) — присутні еротичні сцени без порнографії.
- Лемон (Lemon) — присутні сцени відвертого сексуального характеру.
- Грейпфрут (Grapefruit) — присутні сцени насилля або примушення до сексуального акту.[10][11].

## Нелітературні фанфіки
До фанфіків відноситься не лише література, а й інші твори мистецтва. Так, фанфіками є додзінсі, частина з яких представлена манґою. Фанати можуть створити свій фільм на основі іншого фільму, книги тощо. Наприклад, існує фанатське аніме «Memories of Phantasm», засноване на серії відеоігор Touhou. Щодо відеоігор до фанфіків подібні моди — написані ентузіастами доповнення, що надають в грі нові можливості або розширюють сюжет. В образотворчому мистецтві близьким до фанфіку є фанарт — створена шанувальниками певного твору ілюстрація.

## Антифанфіки
Щодо творів-фанфіків, в тому числі й нехудожніх, де автор виступає категорично проти ідей, закладених в оригінальний твір, міняє місцями позитивних та негативних героїв, застосовується термін антифанфік (англ. anti-fanfic). Прикладами таких фанфіків є «Чорна книга Арди», заснована на «Володареві перснів», «Сліпуче світло Полудня, або Фашизм братів Стругацьких» на основі циклу «Світ Полудня».